# باركر ماكينا بوسي
باركر ماكينا بوسي (بالإنجليزية: Parker McKenna Posey)‏، من مواليد 18 أغسطس 1995 في لوس أنجلوس، هي ممثلة أمريكية.

## وصلات خارجية
- باركر ماككينا بوسي على موقع IMDb (الإنجليزية)
- باركر ماككينا بوسي على موقع ألو سيني (الفرنسية)
- باركر ماككينا بوسي على موقع أول موفي (الإنجليزية)
- باركر ماككينا بوسي على موقع قاعدة بيانات الفيلم (الإنجليزية)
- باركر ماككينا بوسي على موقع كينوبويسك (الروسية)

لم يتم العثور على روابط لمواقع التواصل الاجتماعي.